# Instituto Nacional de Geoquímica
El Instituto Nacional de Geoquímica INAGEQ, es una asociación científica que agrupa a personas especialistas en el área de la geoquímica y disciplinas relacionadas con las Ciencias de la Tierra en México.

## Áreas y disciplinas representadas en INAGEQ
- Biogeoquímica
- Geoquímica Ambiental y de Salud
- Química Atmosférica
- Geotermia
- Hidrocarburos
- Hidrogeoquímica e Hidrogeología
- Procesos contaminantes en cuencas hidrológicas y cuerpos de agua
- Geoquímica Marina
- Petroquímica
- Geoquímica de Isótopos y la Geocronología
- Petrología Ígnea y Metamórfica
- Vulcanología
- Minería y Metalurgia
- Química Analítica
- Geoarqueología
- Geoquímica en la Educación

## Historia
Se fundó el 30 de julio de 1990, con el objetivo de generar un intercambio de conocimientos y experiencias que promuevan soluciones a problemas vinculados con la Química de la Tierra. Los esfuerzos que lleva a cabo el Instituto Nacional de Geoquímica son constantes, y tiene bajo su responsabilidad la organización de eventos académicos y Congresos Nacionales en diversos Estados de México.
En estos espacios se mantiene la comunicación entre las personas que integran el INAGEQ, así como con las instituciones que lo representan.
La estructura orgánica del INAGEQ permite que la renovación de su estructura se lleve a cabo con orden e institucionalidad mediante el voto directo de las personas que la integran, llevándose por medio de una asamblea dentro el congreso anual que se celebre.

## Vinculación
Dentro de las características que destacan al Instituto Nacional de Geoquímica es su composición multidisciplinaria, la interacción entre instituciones y profesionistas.
La experiencia de los grupos de trabajo que la conforman, permite que se lleven a cabo programas de cooperación científica nacional e internacional y eventos anuales para la presentación de avances en materias relacionadas con las Ciencias de la Tierra.

### Congresos Nacionales
Los Congresos Nacionales que realiza el INAGEQ, son referentes en el campo de la química de la tierra, ya que permiten difundir los logros científicos alcanzados, además de fomentar el intercambio de ideas y promover la formación de recursos humanos.
Algunas ciudades sede que han realizado con gran éxito estos Congresos se encuentran: Morelos, Sonora, Morelia, San Luis Potosí, Zacatecas, Ensenada, Chihuahua, La Paz, Monclova.
El  más reciente Congreso INAGEQ, se realizó en octubre de 2023 en la ciudad de Hermosillo, Sonora, correspondiendo a la edición XXXIII Retos y oportunidades en Investigación Geocientífica, este evento congregó a personas en la investigación, estudiantes y profesionistas provenientes de 47 programas educativos de diversos lugares de la República Mexicana, incluyendo a la UNAM, IPN, IPICYT, CICESE, CIAD, ITSON, Universidad Autónoma de Baja California, Universidad Autónoma de Baja California Sur, Universidad Autónoma de Coahuila, Universidad Autónoma de Nuevo León, Universidad Autónoma de Zacatecas, Universidad Autónoma de Guerrero, al Instituto Tecnológico de Cananea, UES y UNISON, a la Universidad de Costa Rica, al Instituto Venezolano de Investigaciones Científicas. Así como la presencia de  la Asociación de Ingenieros de Minas, Mineros y Geólogos de México, al Servicio Geológico Mexicano, a la CFE y Minas de Oro Nacional.
Durante estos eventos se genera una memoria con la información y aportes científicos que se realizan, entre los más recientes logros se encuentra el número especial “Insights into the geochemistry in Mexico and Latin America from the Earth and Environmental Science” publicado en la revista Applied Geochemistry, en conmemoración de XXX Aniversario.